# Luis Gorocito
Luis Gorocito, vollständiger Name Luis Antonio Gorocito Resende, (* 5. Oktober 1992 in Montevideo) ist ein uruguayischer Fußballspieler.

## Karriere
Der 1,89 Meter große Offensivakteur Gorocito stand zu Beginn seiner Karriere in den Spielzeiten 2012/13 und 2013/14 in Reihen des in Montevideo beheimateten Vereins Racing. Dort bestritt er insgesamt 46 Partien in der Primera División und erzielte 18 Treffer (2012/13: 18 Spiele/4 Tore; 2013/14: 28/14). Nach der Clausura 2014 verließ er die Montevideaner und schloss sich dem mexikanischen Klub Necaxa an. Dort wurde er bis zu seiner Verhaftung und anschließend damit einhergehenden Suspendierung durch den Verein Mitte August 2015 15-mal (vier Tore) in der Liga de Ascenso und zwölfmal (zwei Tore) in der Copa México eingesetzt. Nach einer Anklage infolge eines Tötungsdelikts ist eine Fortsetzung seiner Karriere fraglich.

## Anklage wegen Tötungsdelikts
Mitte August 2015 wurde er in Mexiko ebenso wie sein Mannschaftskollege Alejandro Molina verhaftet, nachdem beide gemeinsam nach einem Streit einen jungen Mann verprügelt und dabei schwer verletzten haben sollen. Vorausgegangen sein soll eine Belästigung der Cousine des späteren Opfers durch die beiden Fußballspieler. Der junge Mann starb am 3. November 2015 an den Folgen der zugefügten Verletzungen. Anfang Dezember 2015 wurden Gorocito und Molina durch die Staatsanwaltschaft von Aguascalientes wegen vorsätzlichen Totschlags unter Beantragung einer Haftstrafe von 50 Jahren angeklagt, während sich die Verteidigung der beiden Fußballspieler auf den eine Höchststrafe von zehn Jahren vorsehenden Straftatbestand der Schlägerei mit Todesfolge beruft. Im Juli 2016 befand sich Gorocito nach wie vor in Haft. Im September 2016 regte auch die staatliche Menschenrechtskommission an, den Fall nicht als Totschlag, sondern als Schlägerei mit Todesfolge zu bewerten.